# 다카이촌 (아이치현 나카시마군)
다카이촌(高井村)은 아이치현 나카시마군에 설치되었던 촌이다. 현재의 이치노미야시에 해당한다.